# Raul Paula
Raul Carlos Vasko Caldaroska Paula (Böblingen, 25 gennaio 2004) è un calciatore tedesco, centrocampista del NAC Breda.

## Carriera

### Club
Paula è cresciuto nel settore giovanile dello Stoccarda, dove ha giocato con la squadra riserve in Regionalliga (la quarta divisione tedesca) dal 2021 al 2024. Il 6 agosto è stato ceduto a titolo definitivo al NAC Breda, club della prima divisione olandese.

### Nazionale
Ha giocato nelle nazionali giovanili tedesche Under-16, Under-17 ed Under-18.

## Statistiche

### Presenze e reti nei club
Statistiche aggiornate al 20 ottobre 2024.
| Stagione        | Squadra         | Campionato      | Campionato | Campionato | Coppe nazionali | Coppe nazionali | Coppe nazionali | Coppe continentali | Coppe continentali | Coppe continentali | Altre coppe | Altre coppe | Altre coppe | Totale | Totale | Totale |
| Stagione        | Squadra         | Comp            | Pres       | Reti       | Comp            | Pres            | Reti            | Comp               | Pres               | Reti               | Comp        | Pres        | Reti        | Pres   | Reti   |        |
| --------------- | --------------- | --------------- | ---------- | ---------- | --------------- | --------------- | --------------- | ------------------ | ------------------ | ------------------ | ----------- | ----------- | ----------- | ------ | ------ | ------ |
| 2021-2022       | Stoccarda II    | RL              | 2          | 0          | -               | -               | -               | -                  | -                  | -                  | -           | -           | -           | 2      | 0      |        |
| 2022-2023       | Stoccarda II    | RL              | 13         | 1          | -               | -               | -               | -                  | -                  | -                  | -           | -           | -           | 13     | 1      |        |
| 2023-2024       | Stoccarda II    | RL              | 33         | 15         | -               | -               | -               | -                  | -                  | -                  | -           | -           | -           | 33     | 15     |        |
| 2024-2025       | NAC Breda       | ED              | 4          | 0          | CO              | 0               | 0               | -                  | -                  | -                  | -           | -           | -           | 4      | 0      |        |
| Totale carriera | Totale carriera | Totale carriera | 52         | 16         |                 | 0               | 0               |                    | -                  | -                  |             | -           | -           | 52     | 16     |        |